# Alfred Davis
Alfred Davis (Marlow, 1866 – Marlow, 15 novembre 1924) è stato un allenatore di calcio inglese.

## Carriera
Ha allenato la Nazionale britannica che vinse l'oro nel 4º Torneo olimpico di calcio, inoltre per diversi anni è stato l'allenatore dell'Inghilterra Dilettanti.

## Palmarès

### Nazionale
- Oro olimpico: 1

Londra 1908